# ذره خی
در فیزیک ذرات بنیادی Ξ (Xi) خی یا فی به دسته از باریون‌ها گفته می‌شود که از یک کوارک بالا یا پایین و دو کوارک سنگین‌تر تشکیل شده باشند و نیمه عمر چنین ذراتی بسیار پایین است این ذرات در سال ۱۹۶۴ در آزمایشگاه بروکهاون توسط برتون ریشتر کشف شدند.

## ذره آبشار
ذره آبشار یکی از باریون‌های معروف است؛ که نمادش Ξ-b است؛ و در ۱۲ ژوئیه٬۲۰۰۷ کشف شد ساختارش از هر سه گروه کوارکها تشکیل شده‌است که اغلباْ کوارک پایین به همراه کوارک شگفت و کوارک ته است جرمش ۵٫۷۷۴±۰٫۰۱۹ الکترون‌ولت/c۲ است

## مشخصات
| ذره        | نماد | ساختار | جرم سکون MeV/c2 | S  | C  | B  | نیمه عمر s | واپاشی اصلی     |
| ---------- | ---- | ------ | --------------- | -- | -- | -- | ---------- | --------------- |
| Xi         | Ξ0   | uss    | ۱۳۱۵            | -۲ | ۰  | ۰  | ۲٫۹×10−10  | Λ0 + π0         |
| Xi         | Ξ-   | dss    | ۱۳۲۱            | -۲ | ۰  | ۰  | ۱٫۶×10−10  | Λ0 + π-         |
| charmed Xi | Ξ+c  | usc    | ۲۴۶۶            | -۱ | +۱ | ۰  | ۴٫۴×10−13  |                 |
| charmed Xi | Ξ0c  | dsc    | ۲۴۷۲            | -۱ | +۱ | ۰  | ۱٫۱×10−13  |                 |
| bottom Xi  | Ξ0b  | usb    |                 | -۱ | ۰  | -۱ |            |                 |
| bottom Xi  | Ξ-b  | dsb    | ۵۷۹۲±۳          | -۱ | ۰  | -۱ | ۱٫۴×10−12  | J/Ψ + Ξ- (seen) |